# Niederneisen
Niederneisen település Németországban, Rajna-vidék-Pfalz tartományban. Lakosainak száma 1467 fő (2023. december 31.).

## Népesség
A település népességének változása:
| Lakosok száma | 1335 | 1464 | 1426 | 1400 | 1456 | 1463 | 1467 |
|               | 1975 | 2010 | 2017 | 2019 | 2021 | 2022 | 2023 |